# JNJ-7777120
JNJ-777120は、Johnson & Johnson Pharmaceutical Research & Developmentによって開発された薬物で、ヒスタミンH4受容体の強力かつ選択的なアンタゴニストとして作用する。抗炎症作用を持ち、痒みの治療では従来の（H1）抗ヒスタミン薬よりも優れていることが実証されている。この薬物はin vivoでの半減期が短く、ラットとイヌにおける慢性原発性副腎皮質機能低下症を起こす毒性があるため、治験に進むことができず、開発が断念された。